# James Gleick
James Gleick (New York, 1954. augusztus 1. –) amerikai író, újságíró, életrajzíró. Írásaiban a tudomány és a technológia ágazatait kutatja, vizsgálja meg. Mint újságíró három írásával elnyerte a Pulitzer-díjat, illetve a National Book Awardot. Írásait több mint húsz nyelvre lefordították.

## Magyarul
- Káosz. Egy új tudomány születése; ford. Szegedi Péter, versford. Miszoglád Gábor; Göncöl, Bp., 1999
- Gyorsabban. Arról, hogy szinte minden felgyorsul; ford. Simóné Avarosy Éva; Göncöl, Bp., 2003